# Distrito de Pallpata
El distrito de Pallpata es uno de los ocho que conforman la provincia de Espinar, ubicada en el departamento del Cuzco del Perú. 
Limita por el Norte con el distrito de Alto Pichigua; por el Oeste con los distritos de Yauri y Ocoruro; por el Sur con el distrito de Condoroma, y por el Este con el departamento de Puno.
Su capital es la localidad de Pallpata, rebautizada con el nombre de Héctor Tejada, en memoria del hacendado, diputado por Canas e impulsor de la creación de la provincia de Espinar durante el gobierno de Augusto B. Leguía.

## Historia
El distrito fue creado mediante Ley 2542 del 17 de noviembre de 1917, en el gobierno de José Pardo y Barreda.

## Capital
Héctor Tejada

## Autoridades

### Municipales
- 2019 - 2022[2]
  - Alcalde: Alfonso Villagra Merma, de Democracia Directa.
  - Regidores:

  1. Bernardino Aqquepucho Chullunquia (Democracia Directa)
  2. Elena Chuctaya Llaique (Democracia Directa)
  3. Serapio Pallani Florez (Democracia Directa)
  4. Máximo Dionicio Saico Hincho (Democracia Directa)
  5. Antolin Chara Chuctaya (Movimiento Etnocacerista Regional del Cusco)

Alcaldes anteriores
- 2015-2018: Gambarini Lazarte, del Movimiento Siempre Unidos.
- 2007-2010: Melecio Saico Ccolque.

## Festividades
- Mayo 3: Santísima Cruz de Mayo

### Héroes y patronos
- Patrono del Arma de libertad: Domingo Huarca Aniversario 29 de junio (Sacrificio de Domingo Huarca Cruz)

## Deporte

### Estadios de Pallpata
| Propietario | Ciudad             | Estadio                                | Capacidad |
| ----------- | ------------------ | -------------------------------------- | --------- |
| MDP         | Espinar (Pallpata) | Municipal de Pallpata                  | 13 000    |
| CNHT        | Espinar (Pallpata) | Colegio Nacional HT                    | 10 370    |
| CNIA        | Espinar (Pallpata) | Colegio Nacional Inpendencia Americana | 19 000    |
| BSC         | Espinar (Pallpata) | Santa Cruz                             | 8000      |